# 沖縄県道248号屋我地仲宗根線
沖縄県道248号屋我地仲宗根線（おきなわけんどう248ごう やがじなかそねせん）は沖縄県名護市屋我地島の運天原と国頭郡今帰仁村仲宗根とを結ぶ一般県道である。途中、ワルミ大橋でワルミ海峡を跨ぐ。

## 概要
- 2005年（平成17年）に開通した古宇利大橋（沖縄県道247号古宇利屋我地線・屋我地島 - 古宇利島）とセットで今帰仁村側の沖縄本島と屋我地島とを結ぶワルミ架橋が計画され、1996年（平成8年）に県道に指定。2010年（平成22年）12月18日にワルミ大橋が開通し、全線開通となった。
- 今帰仁村側の沖縄本島と屋我地島とはわずか数百mしかないが、古宇利島が今帰仁村、屋我地島が名護市と自治体が違うため、古宇利大橋開通後、ワルミ大橋開通前は村役場のある仲宗根に向かうには県道110号、国道58号、国道505号と羽地内海にそって約15kmを迂回しなければならず不便を強いられていた。また所轄の警察署、消防機関、集配・配達の郵便局も異なるため、事件事故・火災救急があった場合や郵便集配配達のさいにも迂回しなければならず不便であった。さらに今帰仁村内の中学校は2004年（平成16年）に統合したため、古宇利島の生徒は通学送迎バスに乗って大幅に迂回して通学していたという（橋開通前は船でわざわざ通学していた）。そのためワルミ架橋の早期開通が待たれていた。

### 路線データ
- 起点：名護市字運天原（屋我地島、沖縄県道110号線）
- 終点：国頭郡今帰仁村字仲宗根（国道505号、実際は同村字天底の予定）
- 総延長：2.18km
- 実延長：1.2km（2009年）

### 路線バス
- 開通後しばらく路線バスの設定はなかったが、2020年（令和2年）7月1日よりやんばる急行バス四島線が運行を開始、当路線に乗り入れる初の路線バスとなった[1]。当路線を経由して古宇利島と今帰仁村役場や本部町、瀬底島を結んでいる。

## 路線状況

### 主な橋
- ワルミ大橋（全長315m、2010年12月18日開通）

## 地理

### 通過する自治体
- 名護市（屋我地島） - 国頭郡今帰仁村（沖縄本島）

### 交差・重複道路
- 沖縄県道110号線（起点）
- 国道505号（本部循環線、終点、今帰仁村天底 - 終点間は重複）